# Chamaesaracha sordida
Espèce
Classification APG III (2009)
Chamaesaracha sordida est une espèce végétale de la famille des Solanaceae.

## Description morphologique

### Appareil végétatif
C'est une plante basse, d'un vert terne, couverte de fins poils glanduleux. Ses tiges rampantes peuvent atteindre 30 cm de longueur mais ne s'élèvent guère au-dessus du sol. Les feuilles de 3 ou 4 cm de long, ne sont généralement pas plates mais ondulées, et leur marge, normalement droite, est parfois légèrement lobée. Elles sont lancéolées et acuminées.

### Appareil reproducteur
La floraison a lieu entre mai et septembre.
Les fleurs, d'un blanc verdâtre terne, un peu jaunâtre, pousse à l'aisselle des feuilles de la partie apicale de la plante. Chaque fleur mesure environ 3 ou 4 cm de diamètre. La corolle est constituée de 5 pétales soudés formant un pentagone aux angles arrondis. Le centre de chaque pétale comporte une nervure bien visible, souvent soulignée de vert. L'androcée comprend 5 étamines blanches devenant jaunâtres à maturité. À la base des étamines sont présents 5 nectaires en forme de coussins blancs, très velus, et généralement entourés de vert.
Le fruit est une baie fermement enclose dans le calice.

## Répartition et habitat
Chamaesaracha sordida pousse dans les plaines et déserts du sud-ouest des États-Unis, de l'Arizona au Texas, et du nord du Mexique.